# Contea autonoma dai e va di Gengma
La contea autonoma dai e va di Gengma (耿马傣族佤族自治县S, Gěngmǎ Dǎizú Wǎzú ZìzhìxiànP) è una contea della Cina, situata nella provincia di Yunnan e amministrata dalla prefettura di Lincang.